# Fujifilm X-T3
Die Fujifilm X-T3 ist ein digitales Systemkameragehäuse der X-Serie des Herstellers.

## Kamera
Die Kamera kam Mitte 2018 als Nachfolgerin der X-T2 auf den Markt. Kernstücke des Bodys sind der erstmals eingesetzte X-Trans-CMOS-4-Sensor und der X-Prozessor 4. Laut Fujifilm hat der Sensor eine Auflösung von 26,1 Megapixeln. Dabei war der Hersteller mit einem nach eigener Aussage sehr guten Signal-Rausch-Verhältnis. Dies soll demnach brauchbare Bilder selbst beim maximalen ISO-Wert der Kamera von 51.200 liefern.
Videoaufnahme sind in 4K-Bildauflösung möglich. Die Kamera verfügt über einen Dual-Speicherkartenslot. Mechanisch ist die Kamera spritzwasser- und staubgeschützt sowie kälteresistent bis minus 10 Grad.

## Technische Kenndaten
- Fujifilm-X-Trans-Sensor in APS-C-Größe mit 26,1 Megapixeln
- Fujifilm-X-Bajonett-Objektivanschluss
- Elektronischer Sucher mit einer Auflösung von 3,69MP und 0,75-facher Vergrößerung bei 100 Hz
- Autofokus mit 425 AF-Punkten bei voller Abdeckung der Sensorfläche
- Verbesserter AF-C mit Gesichts- und Augenerkennung
- Blitzanschluss für TTL-Blitze sowie Sync-Anschluss
- Klassische Bedienung mit Einstellrädern für Zeit, Belichtungskorrektur und Empfindlichkeit oben auf der Kamera, Blende als Einstellring am Objektiv
- Video mit 4K/60P 4:2:0 intern und 4:2:2 extern